# Chiyotanda Mitsuru
Mitsuru Chiyotanda (sinh ngày 1 tháng 6 năm 1980) là một cầu thủ bóng đá người Nhật Bản.

## Sự nghiệp câu lạc bộ
Mitsuru Chiyotanda đã từng chơi cho Avispa Fukuoka, Albirex Niigata, Nagoya Grampus, Júbilo Iwata và Tokushima Vortis.